# 桐野霞
桐野 霞（きりのかすむ、1985年 - ）は、日本のイラストレーター、漫画家。
同人サークル『TRICKLE』所属。

## 作品

### 漫画
- 『撲殺天使ドクロちゃん りぴる』（原作:おかゆまさき）「電撃(マ王」メディアワークス 刊 全3巻

### 挿絵
- 『恋愛ジャンクション らぶとラブる!?』（著：早見裕司/富士見ミステリー文庫）
- 『初恋セクスアリス』（著：矢野有花/富士見ミステリー文庫）
- 『渚フォルテッシモ』シリーズ（著:城崎火也/MF文庫J）3巻までの挿絵。
- 『ライトノベルの楽しい書き方』シリーズ（著:本田透/GA文庫）
- 『死神のキョウ』シリーズ（著:魁/一迅社文庫）
- 『かんなぎ―校内ケガレ浄化合宿』挿絵担当（著:竹井10日/原案・カバー:武梨えり/一迅社文庫）
- 『創黎のアリシア』（著：上原りょう/一迅社文庫）
- 『XIII番の魔符詠姫』シリーズ（著：手島史詞/一迅社文庫）

### イラスト
- SUPARA Mobile
- オーダーメイド.COM
- 電撃hp visual weapon 6月号(2004年)
- コミックメガストア6月号
- E☆2 vol.11
- E☆2 vol.12
- ガールズガールズガールズ!4(画集)（廣済堂出版）
- スポーツむすめ（新紀元社）
- きっと、澄みわたる朝色よりも、 初回限定版特典 ゲストCG集（propeller）
- ハヤテのごとく!トレーディングカードゲーム（コナミデジタルエンタテインメント）
- Crystal Dew World公式応援キャラクター「水晶雫」

### 同人
- Princess of Vampire #1：The first snow (2006年 冬コミ)
- Princess of Vampire #2：The second leaf (2007年 夏コミ)
- trickle of tears（2009年 夏コミ）
- Icicle Edge/ライトノベルの楽しい描き方 ラフイラスト集（2009年 冬コミ）